# Bagirmi (Volk)

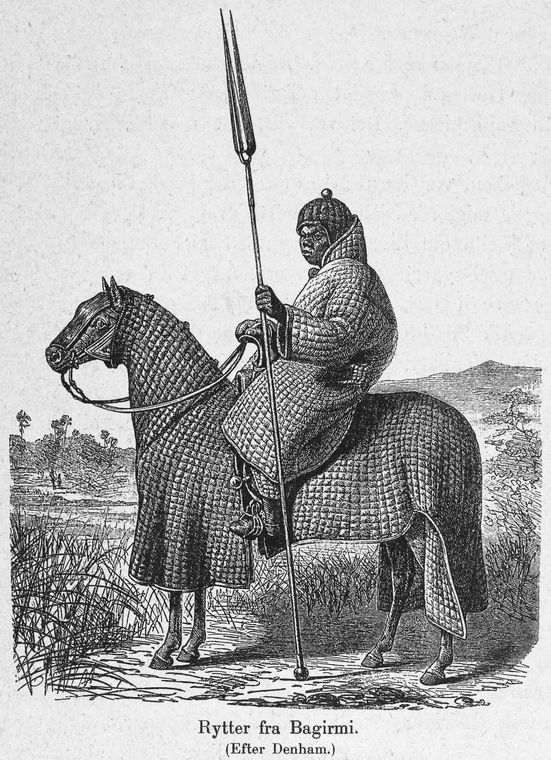
Berittener Krieger des Sultanats Bagirmi, historische Darstellung um 1900

Die Bagirmi (auch Baghirmi oder Baguirmi, Eigenbezeichnung ɓarma) sind eine Bevölkerungsgruppe des Tschad.
Sie sind kein vollständig homogenes Volk, sondern unterteilen sich in mehrere Stämme, die eigentlichen Bagirmi sowie die Berakou, Disa, Gula, Jaya, Kenga, Morom und Naba. Der namensgebende Stamm spricht Bagirmi, eine Nilosaharische Sprache, die sich wiederum in mehrere Dialekte, darunter Bangri, Dam, Gol und Kibar, unterteilt.
Die Bagirmi siedeln in der Ebene von Massenya und der Bousso-Subpräfektur, die im südlichen Tschad in der Provinz Chari-Baguirmi liegen. 1993 gab es 44.800 Bagirmi, eine andere Quelle ohne genauere Zeitangabe nennt die Zahl 96.500. Ein Großteil sind Muslime, ein kleinerer Teil scheint an Margai genannte Geister zu glauben, die Teil der traditionellen Religion des verwandten Volkes der Kenga sind. Während die Oberschicht der Bagirmi schon länger muslimischen Glaubens ist, ist der Islam unter der einfachen Landbevölkerung seit etwa 1970 stark auf dem Vormarsch. Das Volk ist im Gegensatz zu den auch in der Provinz Chari-Baguirmi lebenden Fulbe-Nomaden sesshaft und als Viehzüchter bekannt.
Die Bagirmi waren das Staatsvolk des Sultanats Bagirmi, das vom Ende des 15. Jahrhunderts bis 1897 in der Savanne südöstlich des Tschadsees existierte. Dieses ab der Regierungszeit von Abdullah IV. (1568–1608) islamische Reich mit einem König, genannt Mbang an Spitze war lange Zeit ein Vasallenstaat Kanem-Bornus, gelangte zwischenzeitlich jedoch auch zu gewisser Unabhängigkeit und expandierte in dieser Zeit eigenständig. Im 19. Jahrhundert begann ein Niedergang, der in der Zerstörung der Hauptstadt Massenya durch Truppen des Reiches Wadai gipfelte und schließlich zur Eingliederung ins französische Kolonialreich führte.
Die relativ kleine Sprache wird anders als zahlreiche andere Sprachen des Tschads kaum durch die Ausbreitung des Arabischen bedroht, sondern dient in der näheren Umgebung sogar als Verkehrssprache.
Der deutsche Afrikaforscher Heinrich Barth (1821–1865) bezeichnete die Bagirmi verglichen mit den Kanuri als groß, schön, stark und schlau, jedoch sind derartige Vergleiche heute differenziert zu betrachten.